# Athleticatemnus pugil
Genre
Espèce
Athleticatemnus pugil, unique représentant du genre Athleticatemnus, est une espèce de pseudoscorpions de la famille des Atemnidae.

## Distribution
Cette espèce est endémique du Congo-Kinshasa. Elle se rencontre dans la réserve de biosphère de la Luki au Kongo central.

## Publication originale
- Beier, 1979 : Neue afrikanische Pseudoskorpione aus dem Musée Royal de l'Afrique Central in Tervuren. Revue de Zoologie Africaine, vol. 93, p. 101-113.